# 東方風神錄 ～ Mountain of Faith.

風神錄ver 1.00a主選單畫面

《東方風神錄 ～ Mountain of Faith.》是由同人社團上海愛麗絲幻樂團製作的彈幕射擊遊戲，是東方Project的第10作，也是Windows平台上的第五作。本作的開發情報最初於2006年9月15日在作者的網誌「博麗幻想書譜」上公開，並表明會在2007年夏季發售。本作的體驗版在2007年5月20日於第4回「博麗神社例大祭」發售，並於7月27日開放網上下載。最後本作在8月17日於Comic Market 72正式發售，而在各同人商店的委託販賣則在下個月的9月21日開始。

## 遊戲系統

《東方風神錄》遊戲畫面。在本作中BOMB被改為「Power」，並且取消了擦彈計數。

東方風神錄的操作方式與前作類似：自機（玩家）需要朝向敵機（敵人）射擊，同時避免被敵方發射的子彈擊中。擊中敵人會獲得分數，同時會有道具掉落，玩家可以借此獲取分數、補充生命值和BOMB數量等。到了每關的中間和末尾，玩家會遇到特定頭目，將其打敗之後遊戲才會繼續。另外敵方頭目會發動符卡攻擊，符卡具有特定的名稱和主題。敵方發動符卡後，如果在不中彈和不使用靈擊的前提下打敗敵人，則被稱為「取得符卡」。
本作簡化了遊戲系統，並取消了BOMB計數，取而代之的是Power值和「靈擊」系統。每使用一次靈擊就會消耗1.00點Power值。使用靈擊時能夠消除屏幕上的部分子彈，自動收集畫面上的道具，並且自機會保持短暫的無敵狀態。自機最大的Power值為5.00。
本作引入了「信仰點」系統。在遊戲中，收集信仰道具即可增加信仰點。信仰點數值在遊戲畫面左下角，它可以影響道具得分以及取得符卡時的分數獎勵。信仰點下面有一個計時條，如果耗盡那麼信仰點就會開始隨著時間逐漸減少。擊破敵機與收集道具可以使計時條恢復。
此外，本作還有一些細節上的變化，例如自機火力未滿也可到屏幕上方收集畫面所有道具、續關從關卡開頭重新開始、取消擦彈計數與擦彈分數獎勵等。

## 故事
神社本應是會有人類前來參拜的地方。可是對博麗神社來說，則完全不見一個人前來參拜，因為博麗神社被妖怪所佔據。因此，神社的巫女博麗靈夢就面對著參拜客不足的問題。正當靈夢在煩惱的時候，一個自稱是妖怪之山上神社巫女的人到來博麗神社，還提出了要博麗神社關閉的要求。靈夢雖然面對著無人參拜的苦況，但博麗神社可是維持著整個幻想鄉的重大支柱，所以她陷入了猶豫之中。最後靈夢決定了出發前往妖怪之山上，對向她提出關閉神社的巫女所屬神社的神明作出談判。同時在出發之前，霧雨魔理沙也來到博麗神社與靈夢見面，於是兩人一起向妖怪之山出發了。
主角首先來到了妖怪之山的山腳，打敗了紅葉之神秋靜葉和她的妹妹、豐收之神秋穰子，隨後繼續前進，在樹海之中遇到了厄運之神鍵山雛。鍵山雛試圖勸阻主角繼續前進，結果被主角擊敗。進入山中溪谷，主角遇到了河童——河城荷取，荷取也未能阻止主角前進。主角一直向前，來到了九天瀑布，擊敗了負責守衛的白狼天狗犬走椛，隨後與受命前來阻止主角的天狗射命丸文交戰，並將其打敗。之後射命丸文把新神社的位置告訴了主角。主角來到了守矢神社，打敗了風祝——東風谷早苗。在早苗的帶領下，主角最終見到了山上的神明八坂神奈子。八坂神奈子解釋說自己的所作所為是為了拯救幻想鄉的信仰。隨後主角與神奈子交戰，神奈子被打敗，與博麗神社達成了和解，而靈夢在博麗神社裡建立了一個守矢神社的分社。
Extra關的劇情發生在神奈子被打敗之後。主角聽說守矢神社似乎有另外一個神存在，於是再次向山上的神社進發。到達神社之後，主角擊退了試圖阻止她們進入正殿的八坂神奈子。隨後主角看到了洩矢諏訪子。諏訪子向主角解釋，她才是神社的真正主人，因為神奈子對信仰的增加做出了很大貢獻所以才選擇了容忍。當主角探明了真相準備離開時，諏訪子要求主角與她來一場彈幕盛典。經過一番艱苦的交戰，主角最終打敗了諏訪子，諏訪子也确定了在幻想乡中生活的想法。

## 角色

### 自機角色
博麗靈夢（博麗 霊夢，Hakurei Reimu）
博麗神社的巫女。在被要求關閉博麗神社之後，她決定前往妖怪之山了解詳細情況。自機特點是被彈判定較小、精密操作較容易，裝備分為誘導裝備、前方集中裝備和封印裝備三種。
霧雨魔理沙（霧雨 魔理沙，Kirisame Marisa）
普通的魔法使。因為看到博麗靈夢的行動所以也打算到山中挑戰。自機特點為道具取得道具較廣、移動速度較快，裝備分為高威力裝備、貫通裝備（“弑神炮”——真正的高威力装备：ZUN将其攻击力增加到了约10倍）和魔法使裝備三種。

### 敵機角色
秋靜葉（秋 静葉，Aki Shizuha）
第一關中間頭目，紅葉之神，與妹妹秋穰子一起掌管著幻想鄉的秋天，因此彈幕也以秋天的落葉為主題。
秋穰子（秋 穣子，Aki Minoriko）
第一關關卡頭目，豐穰之神，她的彈幕也以豐收為主題。
鍵山雛（鍵山 雛，Kagiyama Hina）
第二關頭目，厄神，具有積存厄運的能力。流雛軍團團長。一直四處流浪，把被除掉的厄運都收集起來，藉此希望人們不會不幸。身穿哥德蘿莉風的衣物，裙的右下部份有著以散亂的綠色來繪成的「厄」字。攻擊與移動之際有著特殊的效果音和不斷緩緩的自轉。
河城荷取（河城 にとり，Kawashiro Nitori）
第三關頭目，住在妖怪之山的河童，也是一名工程師。她一直認為人類與河童是盟友。河童所擁有的技術比起幻想鄉更進步，这也让妖怪之山中的文明程度比幻想乡要高。而她也在「風神錄」的第三關中使用了光學迷彩的技術。
犬走椛（犬走 椛，Inubashiri Momizi）
第四關中間頭目，在妖怪之山巡邏的白狼天狗。在遊戲中沒有對話和符卡。
射命丸文（射命丸 文，Shameimaru Aya）
第四關關卡頭目，鴉天狗，具有操縱風的能力。由於與主角相識，所以接受大天狗的命令驅逐侵入者，不過她特意在戰鬥中手下留情。被主角打敗後，她引領主角進入了守矢神社之內。
東風谷早苗（東風谷 早苗，Kotiya Sanae）
第五關關卡頭目。她屬於人類，是守矢神社的風祝。戴著蛇和青蛙造型的髮飾是其特徵。她具有引發奇蹟的能力，能夠把從人類中收集回來的信仰轉化為力量。因為八坂神奈子在幻想鄉之外得不到信仰，所以把神社遷到了幻想鄉。隨後早苗威脅靈夢並要求關閉博麗神社，結果被靈夢和魔理沙打敗。
八坂神奈子（八坂 神奈子，Yasaka Kanako）
第六關關卡頭目，守矢神社的神明，其原型為日本神話中建御名方神的妻子八坂刀賣神。她是東風谷早苗供奉的神明，因在外界難以得到人類的信奉，所以決定和早苗一起遷入幻想鄉的妖怪之山，目的是能得到妖怪們的信奉。
洩矢諏訪子（洩矢 諏訪子，Moriya Suwako）
Extra關卡頭目，在守矢神社被供奉著的青蛙姿態的神明，也是在妖怪之山裡的八百萬神明的領導者，其原型為信濃地區（現今長野縣）的作祟神「諏訪明神」。在遊戲中，她遇到在探尋守矢神社內部樣子而到訪的靈夢及魔理沙，以「神的遊戲」的名義，與二人進行了彈幕比試。

## 開發
完成《東方永夜抄》之後，ZUN已經實現了最初的「三部作」的目標。不過他認為如果按照最初的想法繼續設計，那麼作品可能會變成《東方紅魔鄉》的水平，因此製作了外傳式的特殊作品。ZUN在發布《東方花映塚》以後決定等待一年，看看東方系列愛好者的數量會不會因此減少。然而，愛好者數量仍在增加，因此ZUN決定繼續製作下一部遊戲。
ZUN希望東方第10部作品能夠體現出鄉愁，於是便基於兒時聽說的諏訪市一帶的神話傳說進行創作。因為諏訪神話已經淡出公眾視野，ZUN認為在神話基礎上按照自己想法進行演繹會比較好。為了深入了解兩位將要在遊戲中登場的神明，他還特意到諏訪一帶取材。
ZUN認為，本作的一個主要目標就是「回歸原點」，因此簡化了遊戲系統，取消了《東方永夜抄》中加入的「符卡練習模式」，並且取消了前作的自機符卡。本作遊戲引擎以第9.5作《東方文花帖》為基礎並加以完善，不利用前幾部作品的成果，而是重新開始。ZUN還表示同人作品有一個優勢：開發者可以自由地改造遊戲系統或者移除已有的功能。
關於遊戲劇情，ZUN在一次採訪中說他並未把劇情終結，這樣就可以在風神錄不完結劇情的基礎上繼續創作續作，例如《東方地靈殿》的部分劇情。

## 評價

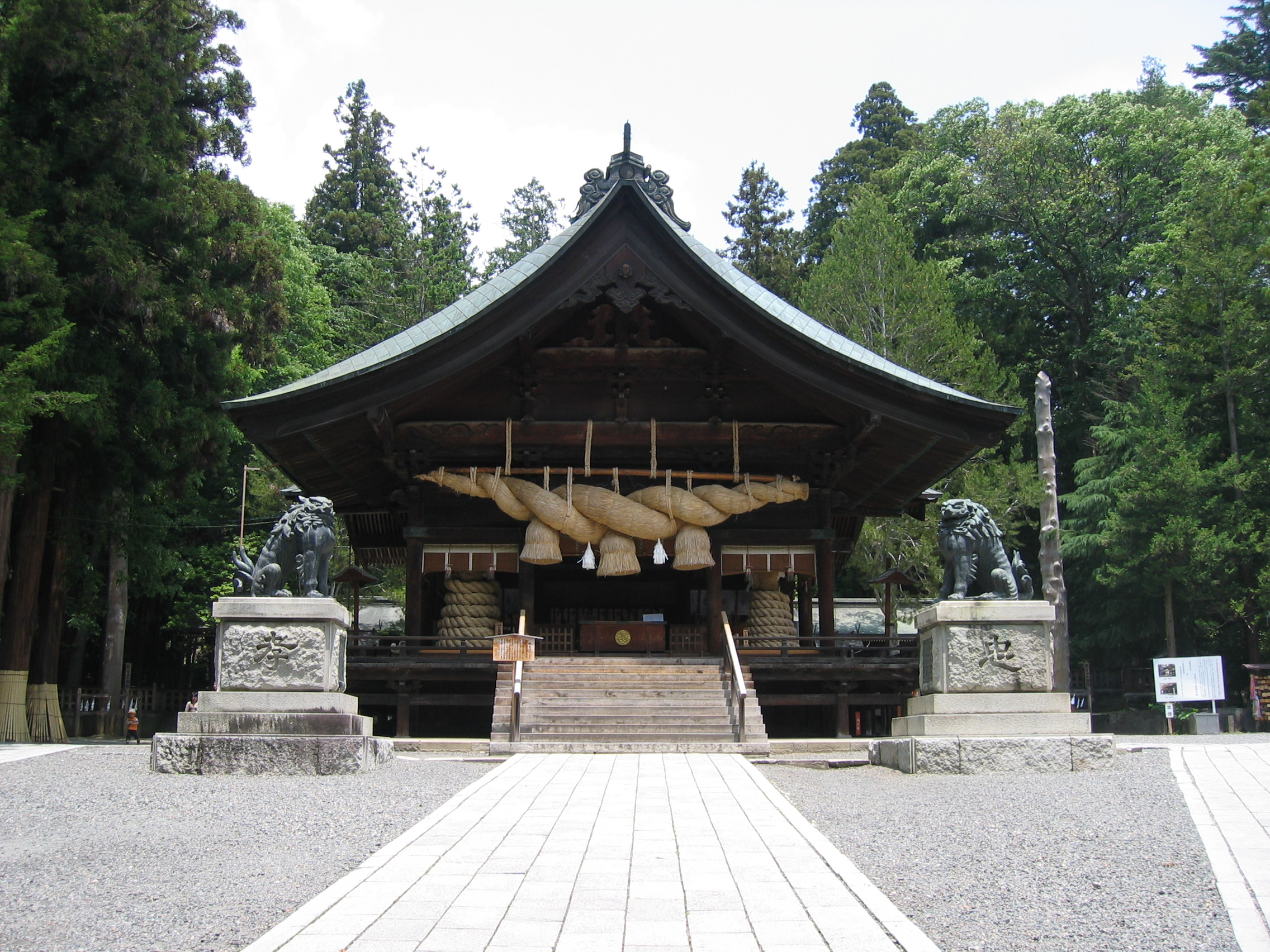
諏訪大社秋宮的神樂殿，該場景被用作八坂神奈子符卡的背景圖像

《東方風神錄》因其難度與東方其他作品一致而受到好評。然而，4Gamer.net的佐佐山薰郁注意到本作的彈幕排布顯得比以往作品還要難，不過每種排布的持續時間變得更短，這樣玩家實際上能夠更容易地存活。他還稱遊戲屬於「符卡中心」，鼓勵玩家在非符卡攻擊中使用BOMB。
遊戲使得很多日本長野縣以外的愛好者來到了諏訪大社——激發《東方風神錄》創作靈感的地方。從2008年7月開始諏訪大社逐漸出現了日本漫畫風格的繪馬。長野縣茅野市的神長官守矢史料館數據顯示，2008年的遊客數量已經能與2007年相比。在2007年，隨著NHK大河劇《風林火山》的播出，諏訪大社的遊客數量也有所增長。一些當地人希望能借助遊戲形成一種新的吸引遊客的方式，就像《幸運☆星》播出使得大量遊客參訪埼玉縣鷲宮神社那樣。

## 外部連結
- 東方風神錄 官方網站 （页面存档备份，存于） （日語）

## 附註
1. ↑  .   [2009-01-29]. （原始内容存档于2017-11-27）.
2. ↑  .   [2009-01-29]. （原始内容存档于2020-09-18）.
3. ↑  上海愛麗絲幻樂團. . Windows. 上海愛麗絲幻樂團. . 遊戲說明手冊 （日语）.
4. ↑  "Shanghai Alice Correspondence Vol. 4" （页面存档备份，存于）. Imperishable Night Afterword. 2004-8-15
5. 1 2 3 4  "Notes on ZUN’s Genyou Denshou Lecture" （页面存档备份，存于）, Gensokyo.org, 09-11-2007
6. 1 2  "Mountain of Faith: A Special Afterword" （页面存档备份，存于）. 2007-8-17.
7. ↑  Ichijinsha, p.106
8. ↑  , Chara Mel (Ichijinsha), 2007-11-10: 111
9. 1 2  佐佐山薰. . 4Gamer.net. 2007-09-13 （日语）.
10. ↑  . Nagano Nippo. 2009-01-01. （原始内容存档于2012-09-08） （日语）.